# III. třída okresu Jihlava
 III. třída okresu Jihlava  je pořádána Českomoravským fotbalovým svazem. Jedná se o 9. stupeň v českých fotbalových soutěžích. Hraje se každý rok od léta do jara příštího roku. Na konci ročníku nejlepší jeden až dva týmy postupují do II. třídy okresu Jihlava.

## Vítězové

### III. třída okresu Jihlava skupina A
| Ročník    | Vítězný tým                      |
| --------- | -------------------------------- |
| 2003/2004 | TJ Ježek Rantířov „B“            |
| 2004/2005 | SK Buwol Metal Luka nad Jihlavou |
| 2005/2006 | TJ Sapeli Polná B                |
| 2006/2007 | TJ Slavoj Třešť B                |
| 2007/2008 | Sokol Kněžice                    |
| 2008/2009 | TJ Kozlov                        |
| 2009/2010 | TJ Mír Nadějov                   |
| 2010/2011 | Sokol Jamné u Jihlavy            |
| 2011/2012 | Sokol Kněžice                    |
| 2012/2013 | TJ Sokol Brtnice B               |
| 2013/2014 | TJ Ježek Rantířov B              |
| 2014/2015 | TJ Sapeli Polná B                |
| 2015/2016 | TJ Podyjí Černíč B               |
| 2016/2017 | TJ Slavoj Třešť B                |
| 2017/2018 | TJ Jiskra Dobronín B             |
| 2018/2019 |                                  |

### III. třída okresu Jihlava skupina B
| Ročník    | Vítězný tým        |
| --------- | ------------------ |
| 2004/2005 | Soutěž se nehrála. |
| 2005/2006 | Soutěž se nehrála. |
| 2006/2007 | Soutěž se nehrála. |
| 2007/2008 | Soutěž se nehrála. |
| 2008/2009 | TJ Větrný Jeníkov  |
| 2009/2010 | TJ Ždírec          |
| 2010/2011 | TJ Hodice          |
| 2011/2012 | Soutěž se nehrála. |
| 2012/2013 | Soutěž se nehrála. |
| 2013/2014 | Soutěž se nehrála. |
| 2014/2015 | Soutěž se nehrála. |
| 2015/2016 | Soutěž se nehrála. |
| 2016/2017 | Soutěž se nehrála. |
| 2017/2018 | Soutěž se nehrála. |
| 2018/2019 |                    |

### III. třída okresu Jihlava skupina C
| Ročník    | Vítězný tým        |
| --------- | ------------------ |
| 2004/2005 | Soutěž se nehrála. |
| 2005/2006 | Soutěž se nehrála. |
| 2006/2007 | Soutěž se nehrála. |
| 2007/2008 | Soutěž se nehrála. |
| 2008/2009 | TJ Podyjí Černíč   |
| 2009/2010 | TJ Růžená          |
| 2010/2011 | Sokol Stonařov B   |
| 2011/2012 | Soutěž se nehrála. |
| 2012/2013 | Soutěž se nehrála. |
| 2013/2014 | Soutěž se nehrála. |
| 2014/2015 | Soutěž se nehrála. |
| 2015/2016 | Soutěž se nehrála. |
| 2016/2017 | Soutěž se nehrála. |
| 2017/2018 | Soutěž se nehrála. |
| 2018/2019 |                    |